# Opdagelsestiden
| Vasco da Gama kom til Indien af søvejen syd for Afrika i 1498. | Columbus søgte efter Indien på skibet Santa Maria i 1492, men kom i stedet til Amerika. |

Opdagelsestiden dækker over en tidsperiode, som går fra 1400-tallet og frem til 1800-tallet. I denne periode udforskede europæere verden ved at sejle ud på oceanerne og søge efter nye handelsruter og handelspartnere. De mest eftertragtede handelsvarer var guld, sølv og krydderier. Vesteuropæere benyttede kompasset, nye teknologier til sejlskibe, nye kort og astronomisk viden for at finde en brugbar handelsrute til Asien og anskaffe sig værdifulde krydderier udenom Middelhavsmagterne.
Nogle meget vigtige opfindelser inden for skibsfart var udviklingen af karakken og karavellen, som begge var skibstyper, der blev udviklet i Portugal. Disse skibe var de første, som var i stand til at forlade de rolige vande omkring Europa (Middelhavet, Nordsøen og Østersøen) og sejle sikkert på det åbne Atlanterhav, Det Indiske Ocean og Stillehavet.